# Cornelius Krahn
Cornelius Krahn (* 3. August 1902 in Rosental, Ukraine; † 3. August 1990 in Bethel, Kansas, USA) war ein deutsch-ukrainischer Theologe, Hochschullehrer für Kirchengeschichte, Autor und Herausgeber von Standardwerken über die Geschichte der Mennoniten.

## Leben
Krahn kam als Kind seiner deutschstämmigen mennonitischen Eltern Kornelius Krahn und dessen Frau Maria geb. Penner in der Kolonie Chortitza zur Welt. Mit 24 Jahren verließ er die Sowjetunion und studierte Evangelische Theologie und Geschichte in Bonn, Berlin und Amsterdam. 1936 legte er an der Universität Heidelberg seine Dissertation vor über das Leben von Menno Simons und wurde zum Doktor der Theologie promoviert. Er wanderte in die USA ein und studierte im folgenden Jahr Sprachen am Bethel College von North Newton/Kansas und an der Universität von Wisconsin. Von 1939 bis 1944 lehrte er selber am Tabor College von Hillsboro (Kansas). Als Mitglied der Fakultät des Bethel College lehrte er von 1944 bis 1974 Kirchengeschichte, Geschichte Russlands sowie Deutschlands. Er war tätig als Direktor der Historischen Bibliothek des Bethel College (Mennonitische Bücherei und Archive). Aus einer kleinen Sammlung, beginnend mit Abraham Warkenthin, entwickelte er mit Hingabe diese Bücherei zu einer ausgesprochen umfangreichen Bibliothek mit holländischen, preußischen, russischen Materialien über die Mennoniten. Im Jahre 1946 begründete er die Vierteljahresschrift „Mennonite Life“ und wurde die nächsten 25 Jahre ihr Herausgeber. Im Jahre 1953 erhielt er durch ein Fulbright-Stipendium die Möglichkeit, in den Niederlanden über das religiöse Leben in der Reformationszeit zu forschen. Sein Buch „Dutch Anabaptism: Origin, Spread, Life, and Thought (1450-1600)“ erschien 1968. Im Übrigen war Krahn Autor oder Herausgeber von mehr als 18 Büchern und Aufsätzen und veröffentlichte Artikel in mennonitischen Periodika und wissenschaftlichen Zeitschriften. Als Mitarbeiter an einer vierbändigen Mennonitischen Enzyklopädie (veröffentlicht zwischen 1955 und 1959) steuerte er 686 Artikel bei. In den späten 1960er Jahren gab er, unterstützt von Melvin Gingerich und Orlando Harms, einen leicht überarbeiteten Neudruck der Mennonitischen Enzyklopädie heraus.
In den 1960er Jahren wurde er Mitglied der Christlichen Friedenskonferenz und beteiligte sich an ihrer II. Allchristlichen Friedensversammlung, die 1964 in Prag stattfand.
Krahn half mit, verschiedene historische Projekte zu formen, einschließlich des Nordamerikanischen Komitees für die Dokumentation der Ursprünge der Freikirchen, das sich 1963 bildete. Neben dem Historischen Komitee der Generalkonferenz der Mennoniten arbeitete er auch in deren West-Distrikt mit. Nach seinem Rücktritt vom Bethel College 1974 reiste und lehrte er umfassend sowie sammelte unablässig anderes Material, mennonitisches Leben und Glauben betreffend.
Cornelius Krahn war seit 1940 verheiratet mit Hilda Wiebe aus Beatrice (Nebraska) und zusammen mit ihr der Vater seiner Kinder Mariane, Stanley, Karla und Cornelia.

## Werke
- „Mennonite Life“. Gründer Cornelius Krahn. Herausgabe 1947–2008. Englisch. Alle Ausgaben von 1947 bis 1999 kann man als PDF-Datei von „Mennonite Life“ runterladen[2]
- Menno Simons. 1496–1561. Ein Beitrag zur Geschichte und Theologie der Taufgesinnten. 2. Aufl. North Newton (Kansas) 1982 (zuerst ev.-theol. Diss. Heidelberg 1936); Herald Pr (June 1984), Language: English, ISBN 0-8361-1269-5 und ISBN 978-0-8361-1269-6
- Menno Simons' Lebenswerk, North Newton, Kansas, U.S.A. : Bethel College, 1951, 2. erw. Aufl.
- Menno Simons (1496–1561), Karlsruhe : Schneider, 1936
- Der Gemeindebegriff des Menno Simons im Rahmen seines Lebens und seiner Theologie, Karlsruhe, 1936

### Als Herausgeber
- The Mennonite encyclopedia / ed. Cornelius Krahn ...; Band: 1: A – C. - 1955. - Hillsboro, Kan. : Mennonite Brethren Publ. House; (engl.)
- The Mennonite encyclopedia / ed. Cornelius Krahn ...; Band: 2: D – H . 1956. - Hillsboro, Kan. : Mennonite Brethren Publ. House; (engl.)
- The Mennonite encyclopedia / ed. Cornelius Krahn ...; Band: 3: I – N . 1957. - Hillsboro, Kan. : Mennonite Brethren Publ. House; (engl.)
- The Mennonite encyclopedia / ed. Cornelius Krahn ...; Band: 4: O – Z ; Suppl. - 1959. - Hillsboro, Kan. : Mennonite Brethren Publ. House; (engl.)
- The Mennonite encyclopedia / ed. Cornelius Krahn ...; Band: 4, Suppl.: Index of titles, vol. I - IV and Supplement. - 1960. - Hillsboro, Kan. : Mennonite Brethren Publ. House; (engl.)
- The Mennonite encyclopedia / ed. Cornelius Krahn ...; Band: 5: A – Z. - 2. [print.] - 1991. - XXV, 961 S. - Hillsboro, Kan. : Mennonite Brethren Publ. House; (engl.), ISBN 0-8361-3105-3
- A Century of Witness: the General Conference Mennonite Church. Newton: Mennonite Pub. Office, 1959.

### Aufsätze
- A pietist revival comes to South Russia. Eduard Wüst: from Korntal in South Germany to Gnadenfeld in South Russia. In: Mennonite Life 33 (1978), Nr. 1, 4–11
- Menno Simons‘ Bekehrung und Ausgang. In: ders., Menno Simons‘ Lebenswerk. North Newton (Kansas) 21951, S. 27–32
- Smith, C. Henry. Smith's Story of the Mennonites. Rev. and enlarged by Cornelius Krahn. 5th ed. Newton, KS: Faith & Life, 1981.
- Smith, C. Henry. The Story of the Mennonites. 3. ed. by C. Krahn. Newton: Publications Office, 1950.